# 1134 Кеплер
1134 Кеплер (1134 Kepler) — астероїд головного поясу, відкритий 25 вересня 1929 року.
Тіссеранів параметр щодо Юпітера — 3,165.
Названо на честь німецького математика й астронома Йоганна Кеплера